# Wu Shaocong
Wu Shaocong est un footballeur international chinois né le 20 mars 2000 à Zhengzhou. Il joue au poste de défenseur au Radomiak Radom, en prêt de İstanbul Başakşehir.

## Carrière

### En club
Le 3 février 2019, il rentre en Chine pour rejoindre le Guangzhou Evergrande et il est immédiatement prêté au club japonais de Kyoto Sanga. Il fait ses débuts professionnels avec Guangzhou FC le 1er décembre 2019 contre Shanghai Shenhua. Il entre à la 89e minute et son équipe s'impose (3-0).
Le 16 octobre 2020, il marque son premier but contre Hebei FC en quart de finale du Championnat. 
Le 10 janvier 2023, il signe en faveur d'İstanbul Başakşehir FK qui joue en Süper Lig. Il joue son premier match le 17 mai lors d'un match nul à domicile contre Ümraniyespor (1-1). 
Le 18 juillet 2023, il est prêté à Gençlerbirliği SK qui joue en deuxième division.
En septembre 2024, le club polonais Radomiak Radom a conclu un accord avec İstanbul Başakşehir pour prêter Wu jusqu'à la fin de la saison. Après plusieurs semaines d'attente pour obtenir un permis de travail,, la signature de Wu a été confirmée le 17 octobre.

### En sélection
Le 24 juillet 2022, Il fait ses débuts internationaux lors du match nul (0-0) obtenu contre le Japon en coupe de l'Asie de l'Est.
Le 12 décembre 2023, il est convoqué pour la coupe d'Asie des nations 2023 au Qatar mais il n'a joué aucune rencontre pendant la compétition. 